# Klaus Ampler

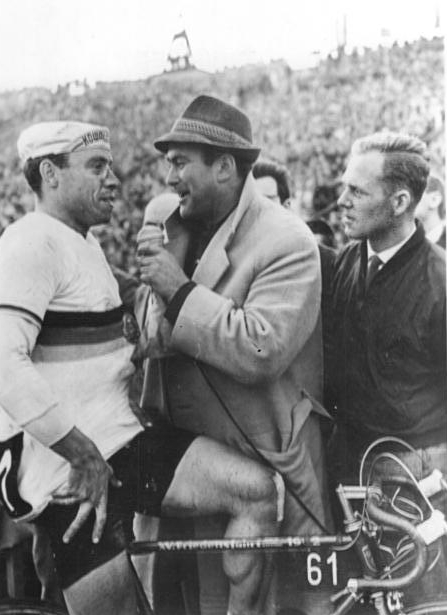
Wyścig Pokoju 1962, Ampler udzielający wywiadu H.F. Oertelowi

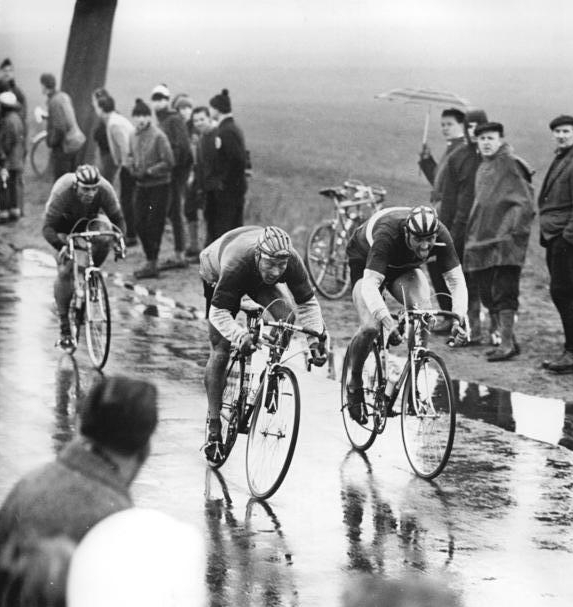
Klaus Ampler, Kurt Müller, Lothar Appler

Klaus Ampler (ur. 15 listopada 1940 w Malborku, zm. 6 maja 2016 w Lipsku) – niemiecki kolarz szosowy oraz torowy, zwycięzca Wyścigu Pokoju, pięciokrotny mistrz NRD, pięciokrotny triumfator w Rund um Berlin, ojciec i trener Uwe Amplera.

## Życiorys

### Młodość i wykształcenie
Urodził się podczas 15 listopada 1940, podczas drugiej wojny światowej w Marienburgu (pol. Malbork). Jego ojciec był robotnikiem.
W latach 1956–1959 uczył się na spawacza łukowego. W latach 1959–1970 był nauczycielem wychowania fizycznego.

### Kariera sportowa
Od 1954 trenował kolarstwo szosowe, początkowo w klubie Motor z Rostocku, następnie od 1959 w SC DHfK Leipzig. Pierwszy jego sukces to zwycięstwo w klasyku Rund um Berlin w 1959 r., w tym samym roku triumfował także w wyścigu Rund um Seibnitz. W 1960 ponownie był pierwszy w wyścigu Rund um Berlin, zdobył też trzecie miejsce w indywidualnych mistrzostwach NRD. W kolejnych latach stawał na podium w kilku etapach w wyścigach w NRD, RFN, Austrii, Szwecji i Bułgarii.
W 1961 zwyciężył w wyścigu Uniqa Classic w Austrii. W kolejnym roku zwyciężył w wyścigu etapowym DDR-Rundfahrt (wygrał trzy etapy) i został indywidualnym mistrzem kraju. Zajął drugie miejsce w 10. etapie Wyścigu Pokoju. Największe osiągnięcia uzyskał w 1963 roku – ponownie został indywidualnym mistrzem NRD, a także drużynowym wicemistrzem. Zwyciężył także w klasyfikacji generalnej DDR-Rundfahrt. W tej edycji Wyścigu Pokoju  odniósł cztery zwycięstwa etapowe, dwa razy zajmował drugie miejsce na podium, co ostatecznie dało mu zwycięstwo w klasyfikacji generalnej. Dzięki tym sukcesom został sportowcem roku w Niemieckiej Republice Demokratycznej.
W 1964 ponownie triumfował w Rund um Berlin i zdobył brązowy medal drużynowych mistrzostw NRD. W kolejnym roku ponownie zwyciężył w berlińskim klasyku oraz został mistrzem NRD w wyścigu na dochodzenie. W 1966 triumfował w mistrzostwach Niemiec w wyścigu na dochodzenie oraz zwyciężył w wyścigu Rund um die Hainleite w Erfurcie. W wieloetapowym wyścigu Dookoła Bułgarii zdobył drugie miejsce, po dwóch zwycięstwach etapowych.
W 1967 zdobył srebrny medal w wyścigu na dochodzenie, zajął drugie miejsce w jednym z etapów Wyścigu Pokoju. W kolejnym roku triumfował w wyścigu Berlin – Fürstenberg – Berlin, wygrał także dwa etapy Wyścigu Pokoju. W 1969. z klubem z Lipska, został drużynowym mistrzem NRD, indywidualnie zaś zdobył dwa brązowe medale – w wyścigu szosowym oraz na dochodzenie. Ponadto po raz piąty zwyciężył w Rund um Berlin. Karierę sportową zakończył 1970.

### Kariera trenerska
Od 1971 był trenerem kolarskim w SC DHfK oraz trenerem kadry narodowej. Trenował swojego syna, którego doprowadził m.in. do tytułu mistrza świata amatorów w 1986. Był także trenerem innych enerdowskich mistrzów – Uwe Raaba i Andreasa Petermanna.

### Późniejsze życie
Pracował również jako dziennikarz i komentator telewizyjny zajmujący się kolarstwem. Od 1990 był dyrektorem hurtowni rowerowej w Lipsku.

## Życie prywatne
Był żonaty z wioślarką Waltraud Böhlmann, odnoszącą sukcesy w ósemkach kobiet.
Ich syn Uwe (ur. 1964) został mistrzem olimpijskim i mistrzem świata amatorów, oraz czterokrotnym triumfatorem Wyścigu Pokoju. Kolarzem został też ich wnuk Rick.
Chorował na chorobę Alzheimera. Zmarł 6 maja 2016, w wieku 75 lat, w domu opieki w Lipsku.